# Declaratory Act
Der Declaratory Act ist eine Erklärung des Britischen Parlamentes aus dem Jahre 1766, welche mit der Außerkraftsetzung des Stempelsteuergesetzes ("Stamp Act") verbunden ist.
Im Oktober 1765 trafen sich 27 Delegierte aus neun von den 13 Kolonien in New York, um gegen die ihnen verhassten britischen Gesetze vorzugehen. Im Rahmen des eskalierenden Konfliktes zwischen den britischen Kolonien in Amerika und Großbritannien hob das Britische Parlament jenes Stempelgesetz, unter anderem aufgrund zahlreicher Boykotts gegen britische Waren in Amerika, auf und stellte am 18. März 1766 fest, dass es selbstverständlich und grundsätzlich das Recht habe, Gesetze auch für die amerikanischen Kolonien zu erlassen und zwar in jeder Hinsicht ("in all cases whatsoever"). 
Der Declaratory Act sollte die Autorität des britischen Parlaments stärken und die Kolonien in Nordamerika stärker an dessen Gesetzgebung binden. Er wurde allerdings in der Folge von den Kolonien wenig beachtet. 
Siehe auch:
- Townshend Acts
- Boston Tea Party
- Amerikanische Unabhängigkeitserklärung
- Amerikanischer Unabhängigkeitskrieg